# Wijken en buurten in Voerendaal
De Nederlandse gemeente Voerendaal is voor statistische doeleinden onderverdeeld in wijken en buurten. De gemeente is verdeeld in de volgende statistische wijken:
- Wijk 00 Voerendaal (CBS-wijkcode:098600)
- Wijk 01 Klimmen (CBS-wijkcode:098601)

Een statistische wijk kan bestaan uit meerdere buurten. Onderstaande tabel geeft de buurtindeling met kentallen volgens het Centraal Bureau voor de Statistiek (2008):
| CBS-buurtcode | Buurtnaam                       | Inwonertal | Opp. totaal (ha) | Opp. land (ha) | Ligging                |
| ------------- | ------------------------------- | ---------- | ---------------- | -------------- | ---------------------- |
| BU09860000    | Voerendaal-Kunrade              | 6770       | 338              | 337            | Locatie in de gemeente |
| BU09860001    | Ubachsberg                      | 1370       | 81               | 81             | Locatie in de gemeente |
| BU09860002    | Winthagen                       | 70         | 18               | 18             | Locatie in de gemeente |
| BU09860003    | Colmont                         | 90         | 14               | 14             | Locatie in de gemeente |
| BU09860009    | Verspreide huizen               | 160        | 1403             | 1403           | Locatie in de gemeente |
| BU09860100    | Klimmen                         | 1550       | 142              | 142            | Locatie in de gemeente |
| BU09860101    | Ransdaal                        | 930        | 122              | 122            | Locatie in de gemeente |
| BU09860102    | Termaar                         | 800        | 216              | 216            | Locatie in de gemeente |
| BU09860103    | Barrier-Craubeek                | 230        | 81               | 81             | Locatie in de gemeente |
| BU09860104    | Overheek en Heek (gedeeltelijk) | 340        | 79               | 79             | Locatie in de gemeente |
| BU09860105    | Retersbeek                      | 150        | 156              | 156            | Locatie in de gemeente |
| BU09860106    | Weustenrade                     | 240        | 98               | 98             | Locatie in de gemeente |
| BU09860109    | Verspreide huizen Fromberg      | 70         | 406              | 406            | Locatie in de gemeente |